# Canton de Nevers-Est
Le canton de Nevers-Est est un ancien canton français situé dans le département de la Nièvre et la région Bourgogne.

## Géographie
Le canton de Nevers-Est est l'un des 13 cantons de l'arrondissement de Nevers, situé à l'est du département.

## Histoire
Le canton est créé par le décret du 23 janvier 1985 scindant le canton de Nevers-Rural.
Il est supprimé par le redécoupage cantonal de 2014.

## Administration
| Période | Période          | Identité         | Étiquette | Qualité |
| ------- | ---------------- | ---------------- | --------- | --- |
| 1985    | 1993 (démission) | Pierre Bérégovoy | PS        | Ancien agent SNCF Secrétaire général de la présidence de la République du 21 mai 1981 au 29 juin 1982 Ministre des affaires sociales et de la solidarité nationale du 29 juin 1982 au 17 juillet 1984 Ministre de l’économie et des finances du 19 juillet 1984 au 20 mars 1986Maire de Nevers de 1983 à 1993 Député de 1986 à 1993 Ancien Premier ministre (1992-1993) |
| 1993    | 2011             | Marcel Charmant  | PS        | Cadre de Compagnie d'assurance Maire-adjoint de Saint-Aubin-les-Forges Président du conseil général de 2001 à 2011 Député de 1988 à 1992 Sénateur de 1992 à 2001 Conseiller régional de 1985 à 1993 |
| 2011    | 2015             | Delphine Fleury  | PS        | Ancienne adjointe au maire de Nevers |

## Composition
| Nom                | Code Insee | Intercommunalité | Population (dernière pop. légale)              |
| ------------------ | ---------- | ---------------- | ---------------------------------------------- |
| Nevers (chef-lieu) | 58194      | CA de Nevers     | Fraction : 6 693(2012) Commune : 34 485 (2014) |
| Saint-Éloi         | 58238      | CA de Nevers     | 2 149 (2014)                                   |

Le canton de Nevers-Est se composait de :
- la commune de Saint-Éloi,
- la portion de territoire de la ville de Nevers déterminée par l'axe des voies ci-après : pont de Loire, levée de la Loire, ruisseau de l'Eperon, voie ferrée jusqu'à la rue Mademoiselle-Bourgeois, rue Mademoiselle-Bourgeois (côté impair) jusqu'à la limite de la commune de Coulanges-lès-Nevers, limite de la commune de Saint-Éloi jusqu'à la Loire (rive droite).

## Démographie
| 1962 | 1968 | 1975 | 1982 | 1990 | 1999  | 2006  | 2009 |
| ---- | ---- | ---- | ---- | ---- | ----- | ----- | ---- |
| -    | -    | -    | -    | -    | 9 768 | 8 891 | -    |